# Cratere Mark
Mark è un cratere sulla superficie di Mimas.